# The Inner Circle (wrestling)
The Inner Circle è stata una stable di wrestling attiva dal 2019 al 2022 nella All Elite Wrestling, composta da Chris Jericho, Jake Hager, Sammy Guevara, Santana & Ortiz.

## Storia
Il 31 agosto 2019 a All Out Chris Jericho vinse l'AEW World Championship dopo aver sconfitto Adam Page. Nello stesso evento, Santana & Ortiz debuttarono in AEW attaccando Nick Jackson e i Lucha Brothers.
Il 2 ottobre successivo, nel main event del primo episodio di Dynamite, Kenny Omega e gli Young Bucks furono sconfitti da Jericho, Santana e Ortiz e nel post match, Jake Hager debuttò aiutando Jericho, Sammy Guevara, Santana e Ortiz e attaccando The Young Bucks, Dustin Rhodes e Cody. Il 9 ottobre, nel seguente episodio di Dynamite, Jericho svelò la nuova stable e venne chiamata  "The Inner Circle".
La striscia di vittorie dell'Inner Circle continuò al pay-per-view Full Gear il 9 novembre, quando Santana e Ortiz sconfissero gli Young Bucks mentre Jericho difese con successo l'AEW World Championship contro Cody Nell'episodio di Dynamite dopo Full Gear, Jericho e Guevara fallirono l'assalto ai World Tag Team Championship in possesso dei SoCal Uncensored (Frankie Kazarian e Scorpio Sky), in quella che fu la prima sconfitta di Jericho in AEW e questo risultato, portò ad un match per il titolo mondiale tra Jericho e Scorpio Sky, vinto dal campione. A dicembre, Jericho ebbe una faida con Jon Moxley, dopo il rifiuto di quest'ultimo ad unirsi al gruppo. La faida terminò il 29 febbraio 2020, a Revolution, quando Moxley batté Jericho in un match titolato, terminando il suo regno dopo 182 giorni.
Durante le settimane seguenti, l'Inner Circle ebbe una faida con l'Elite (Young Bucks, Kenny Omega e Adam Page) e "Broken" Matt Hardy, culminata a Double or Nothing che vide la vittoria dei primi a causa dello schienamento di Omega ai danni di Guevara.
Il 7 novembre a Full Gear, MJF e Wardlow entrarono a far parte della stable, come da stipulazione: infatti se MJF avesse battuto Jericho, lui e Wardlow sarebbero entrati nell'Inner Circle.
Nella puntata speciale di Dynamite, intitolata Near Year Smash, Wardlow sconfisse Hager a causa di alcune tensioni mostrate nelle settimane precedenti. Al termine del match, i due si strinsero la mano in segno di rispetto reciproco. Nell'edizione del 10 febbraio 2021 di Dynamite, dopo settimane di crescente tensione tra MJF e Guevara, quest ultimo attaccò MJF a seguito di uno scontro nel backstage che gli causò un infortunio ad una costola (kayfabe). Più avanti nell'episodio, dopo la vittoria di MJF e Jericho contro The Acclaimed (Anthony Bowens e Max Caster) in un tag team match, Guevara annunciò il suo addio alla stable.
Dopo aver fallito l'assalto ai World Tag Team Championship da parte di Jericho e MJF a Revolution, fu annunciato un "War Council" (consiglio di guerra) per il 10 marzo a Dynamite, dove Guevara rivelò che MJF pianificò di cacciare Jericho e prendersi la leadership dell'Inner Circle e pensò di aver convinto Hager, Santana e Ortiz per unirsi a lui, ma Guevara lo registrò segretamente, e che i tre finsero di fare il doppio gioco. Il tutto portò al reintegro di Guevara e all'espulsione di MJF. Quest'ultimo attaccò brutalmente l'intero Inner Circle insieme alla sua nuova stable, "The Pinnacle", composta da Wardlow, FTR, Shawn Spears e Tully Blanchard.

## Musiche di ingresso
- Inner Circle AEW Theme di Mikey Rukus (2019-2020)[16]
- Judas dei Fozzy (2020-2022)